# Storia di Piazza Armerina
La storia di Piazza Armerina ha inizio con la sua fondazione nel 1163, avvenuta da parte di Guglielmo II. Tuttavia la città voluta dal sovrano normanno sorgeva in sostituzione di un precedente villaggio distrutto dal predecessore Guglielmo I.

## Origini
Di una preesistenza nei pressi dell'attuale città di Piazza Armerina si ha notizia dagli scavi archeologici che misero in luce negli anni 1950 i resti di una imponente costruzione patrizia e ipotizzata quale villa campestre. Tuttavia già le foto aeree degli anni 1960 e le successive conferme avvenute a seguito degli scavi condotti dall'Università La Sapienza di Roma intorno al 2005 hanno permesso l'identificazione di un villaggio non lungi dall'edificio già noto.
Sulla base di ritrovamenti numismatici, da evidenze archeologiche e sulla toponomastica dei luoghi, nonché dal confronto incrociato delle fonti si è dedotto che l'abitato presso il Monte Navone, errata dizione moderna di Monte Naone, poco distante dal palazzo patrizio, possa essere la Hybla Geleatis, la Ibla dei Gelesi eretta in territorio sicano celebre - anche dopo la sua capitolazione avvenuta per mano del console Marcello nel 213 a.C. - per la produzione di un miele di squisita qualità. Dal sito di Monte Naone dunque gli iblensi si dovettero spostare nella valle sottostante, bagnata dal fiume Gela e dove sorge la cosiddetta Villa del Casale. Il sito viene chiamato da Stefano Bizantino Hybla Elatton, ossia la Ibla minore, ovvero anche Hybla Elatson, ossia Ibla "fresca". L'abitato dovette sopravvivere alla Tarda Antichità, se i geografi Ravennate (VII secolo), Anastasio Seniore (VIII secolo) e Guido (IX secolo) riferiscono rispettivamente Hyle, gli Iblensi e Hylen, quest'ultima letta anche come Hyblen. La città di 'Ab.lâ appare quindi tra le ribelli alla conquista islamica nell'860. Edrisi riporta infine una 'Iblâtasah o 'Iblâtanah (trascrizioni dal greco relative ai toponimi Ibla Elatson e Ibla Elatton) che dovette trovarsi presso il palazzo patrizio citato. Quest’area geografica interna della Sicilia fu conquistata dai Normanni nel 1076 e fondarono intorno al 1130 nel greco medioevale Platza e Platsa o nella lingua latina Placea o Placia, in seguito Platea o Platia.

## Platia
Stando alle fonti nel 1076 il Gran Conte Ruggero I di Sicilia fece occupare militarmente le alture degli Erei dal distaccamento di normanni e di lombardi di Paternò e sorsero due principali comunità lombarde e normanne: Aidonis e Platia. Quest'ultima comprendeva forse nel suo territorio anche la già citata 'Iblâtasah e i casali di Riesi, Fundrò, Garsiliato, Mongiolino, comprendente l'area stretta tra le valli del fiume Braemi, del fiume Tempio e del fiume Gela. Quest'ultimo era ancora detto in età islamica Nashr'al'Asl, ossia "fiume di mele" o "fiume delle api".
La città fu dunque eletta a capitale delle colonie lombarde di Sicilia (nobilissimum Lombardorum oppidum). La comunità islamica venne trucidata dal conte di Butera Ruggero Sclavo, illegittimo di Simone Aleramico conte di Policastro, nel 1160 durante le sommosse contro Guglielmo I di Sicilia. La risposta di Guglielmo fu immediata: egli assediò Butera e Platia facendole incendiare e radere al suolo espugnandole definitivamente nel 1161. Due anni dopo, sul colle Mira venne edificata una nuova Platia da Guglielmo II, sua attuale sede.

## Piazza nel Regno di Sicilia

### Dalla Dinastia Altavilla agli Angioini
La città fondata nel 1163 aveva un impianto a lisca di pesce, ancora ben visibile nel quartiere Monte, che aveva come estremità la chiesa di San Martino di Tours, patrono della comunità normanna e lombarda, e quello che la tradizione vuole fosse un castello, sede dal XVII secolo del convento dell'ordine francescano. La città acquisisce una certa rilevanza con la conferma di demanialità sotto il re di Sicilia Federico II, il quale vi insidia nel 1234 la sede della Corte Nazionale (un tribunale per accogliere le querele dei cittadini siciliani contro malcostume, abusi e cattiva amministrazione), abolita dalla riforma durante la dominazione angioina, ed elegge due piazzesi nel fiore dei venti parlamentari siciliani di Foggia del 1240.

### Dai Vespri al Viceregno
Parte integrante del Regno di Sicilia sotto la Dinastia degli Aragona, la città si fa notare per la sua tenacia durante la Guerra del Vespro sotto il partito francese e sotto i due Martini  appare ormai del tutto catalana e, sebbene perse i casali di Fundrò e di Mongiolino (l'uno concesso a Castrogiovanni, l'altro a Mineo), mantenne il controllo su Pietraperzia, Comicino, Riesi, Mazzarino, Imbaccari, Garsiliato-Niscemi. Ad essi si aggiunsero i casali di Aidone, Butera e Gela, ormai infeudate.
Nel 1421 re Alfonso I di Sicilia infeuda col titolo di baronia le città di Noto, Acireale e Piazza al fratello Pietro e priva quest'ultima di vari privilegi vendendoli a diversi nobili e notabili. Solo alla morte di Alfonso Piazza ri-ottenne la libertà demaniale, pagando per dodici anni il relativo tributo. Nel 1459 ottiene il Tribunale delle Appellazioni e nel 1482 concede al castellano di origine spagnola marchese de Cardines di Laino il feudo comunale di Spedalotto in cambio dell'esenzione dal pagamento delle cinque gabelle che egli deteneva. Nel 1492 viene espulsa la comunità ebraica, la cui giudecca era situata nel quartiere Canali. Per la lealtà alla corona, nel 1517 Carlo V eleva Piazza a rango di Città, con privilegio concesso a Madelburgo il 2 settembre e ottiene tra le altre il privilegio del foro e di remissione delle cause civili, nonché diviene sede inquisitoria. Nel 1513 e nel 1526 perde i diritti su Riesi, concessa dal re Ferdinando II a Eleonora de Castellar-Ventimiglia, e su Pietraperzia e Barrafranca, ceduta come marchesato a Matteo Barresi, mentre già a fine XV secolo Mazzarino, Gela, Garsiliato, Aidone, Butera, Raddusa e Baccarato appaiono terre e comuni feudali, riuniti ancora però sotto la Comarca di Piazza. Nel 1539 Carlo V in una lettera indirizzata al Magistrato urbano definisce Piazza città Opulentissima e nel 1593 la popolazione contava 16.644 abitanti. Nel 1628 Vespasiano Trigona ottiene il titolo di barone di Piazza e l'Ufficio del maestro Giurato per il Val di Noto e per il XVII secolo diverse alte magistrature e tribunali vennero concessi alla città.

### Università degli Studi
A Piazza esisteva già dal 1222 un Priorato Domenicano che si occupava dell'istruzione piazzese il quale nel 1451 concesse un sussidio al giovane Tomaso de Rubeo affinché potesse studiare Legge presso uno Studio Generale continentale, avvenimento non raro, quanto piuttosto consuetudine, come trapela dal manoscritto che ci tramanda tale concessione. Nel 1600 viene avviata la costruzione di uno dei maggiori collegi siciliani sul fianco del colle (oggi via Vittorio Emanuele) ceduto ai Gesuiti nel 1616 i quali vi insidiarono le cattedre di grammatica, umane lettere e retorica. Nel 1666 Antonio Chiarandà cedette i suoi cospicui beni per la fondazione di un Seminario di Studi o Università degli Studi nominato erede universale e affidato alla Compagnia di Gesù. I primi corsi dell'Università si tennero dopo le difficoltà iniziali solo dopo più di vent'anni e il primo anno accademico fu il 1689-90. Essi comprendevano Studi di Teologia, Filosofia, Scrittura, Canoni, Rettorica, Grammatica, Matematica e altre. L'Università degli Studi di Piazza esistette fino all'inizio del XIX secolo e nel 1817 operava con istituite cattedre di sette diverse facoltà, conferendo lauree in Filosofia, Lettere e Matematica, Teologia, nonché le patenti per il Diritto canonico, il Diritto civile e Bassa Chirurgia (Ostetricia e Flebotomia). L'Università chiuse i battenti con la riforma istituzionale avvenuta il medesimo anno per il riassetto del neonato Regno delle Due Sicilie.

### Regno di Sicilia con la dinastia dei Borbone
Il re Ferdinando I concesse al Magistrato urbano il titolo di Senato con Patrizio nel 1777. L'anno seguente, il 1778, venne decretata dal Parlamento siciliano riunitosi a Palermo la necessità di istituire altri tre vescovati da affiancare ai soli due esistenti, smembrando le diocesi più vaste. Vennero dunque istituiti i vescovati di Caltagirone, di Nicosia e di Piazza, con a capo le tre maggiori città dei territori scelti, tuttavia a queste venne mosso pesante ostracismo e nel caso di Piazza non ebbe un vescovato prima del 1817. La nuova diocesi dunque controllava le popolazioni di Valguarnera, Assoro, Agira, Leonforte, Villarosa, Castrogiovanni, Pietraperzia, Barrafranca, Aidone, Mirabella Imbaccari, Nissoria e dal 1844 la diocesi si estese al perimetro da allora invariato, comprendente anche Terranova (odierna Gela), Niscemi, Butera, Mazzarino, Riesi.
La suddivisione amministrativa del Regno delle Due Sicilie avvenuta in ottobre del 1817 divideva dal punto di vista amministrativo la Sicilia in sette Valli e ventitré Distretti. Piazza in questa suddivisione perde il suo ruolo da capoluogo di Comarca, mentre a capo Vallo viene posta Caltanissetta, fino a quell'anno città feudale appartenuta alla Comarca di Calascibetta, e il grosso dei territori a sud amministrati da Piazza divennero distretto di Terranova. Tale inusuale stravolgimento dell'entroterra siciliano si deve all'astronomo Giuseppe Piazzi il quale, valtellinese, sconosceva del tutto le realtà socio-culturali dell'Isola, basandosi soltanto sul rilievo topografico esistente al tempo. La centralità di Piazza dunque era ormai compromessa, fino alla riforma del 1926 sotto il Regno d'Italia.

## Piazza Armerina
Nel 1863 la città di Piazza non è più l'unica nel neonato Regno d'Italia, così viene chiesto ed ottenuto l'attributo Armerina, relativa all'uso della città da parte delle truppe militari che vi ospitarono le polveriere durante la spedizione dei Mille. Sotto il Regno d'Italia si assiste a un generale impoverimento territoriale dovuto all'abbandono dei terreni coltivati e lo spopolamento dei casali. Nel 1926 vengono istituite le nuove provincie fasciste che sostituirono la suddivisione amministrativa precedente, rimasta quasi invariata dai Borbone, le quali vedono l'imposizione di Ragusa ed Enna come capoluoghi e Piazza Armerina entra a far parte della provincia di Enna.